# یواس‌اس اینترپید (۱۷۹۸)
یواس‌اس اینترپید (۱۷۹۸) (به انگلیسی: USS Intrepid (1798)) یک کشتی بود که طول آن ۶۰ فوت (۱۸ متر) بود. این کشتی در سال ۱۷۹۸ ساخته شد.